# Genoveva Ríos
Genoveva Ríos (1865-?) fue una mujer boliviana, considerada una heroína de la Guerra del Pacífico en su país.
Según la historia de Bolivia, en febrero de 1879, Ríos, en ese entonces de 14 años de edad, resguardó la bandera boliviana del edificio de la Intendencia de la Policía de Antofagasta, durante la invasión chilena de ese puerto boliviano, que dio inicio a la Guerra del Pacífico. Su padre, Clemente Ríos, era comisario de la policía boliviana en Antofagasta.

## Ocupación de Antofagasta

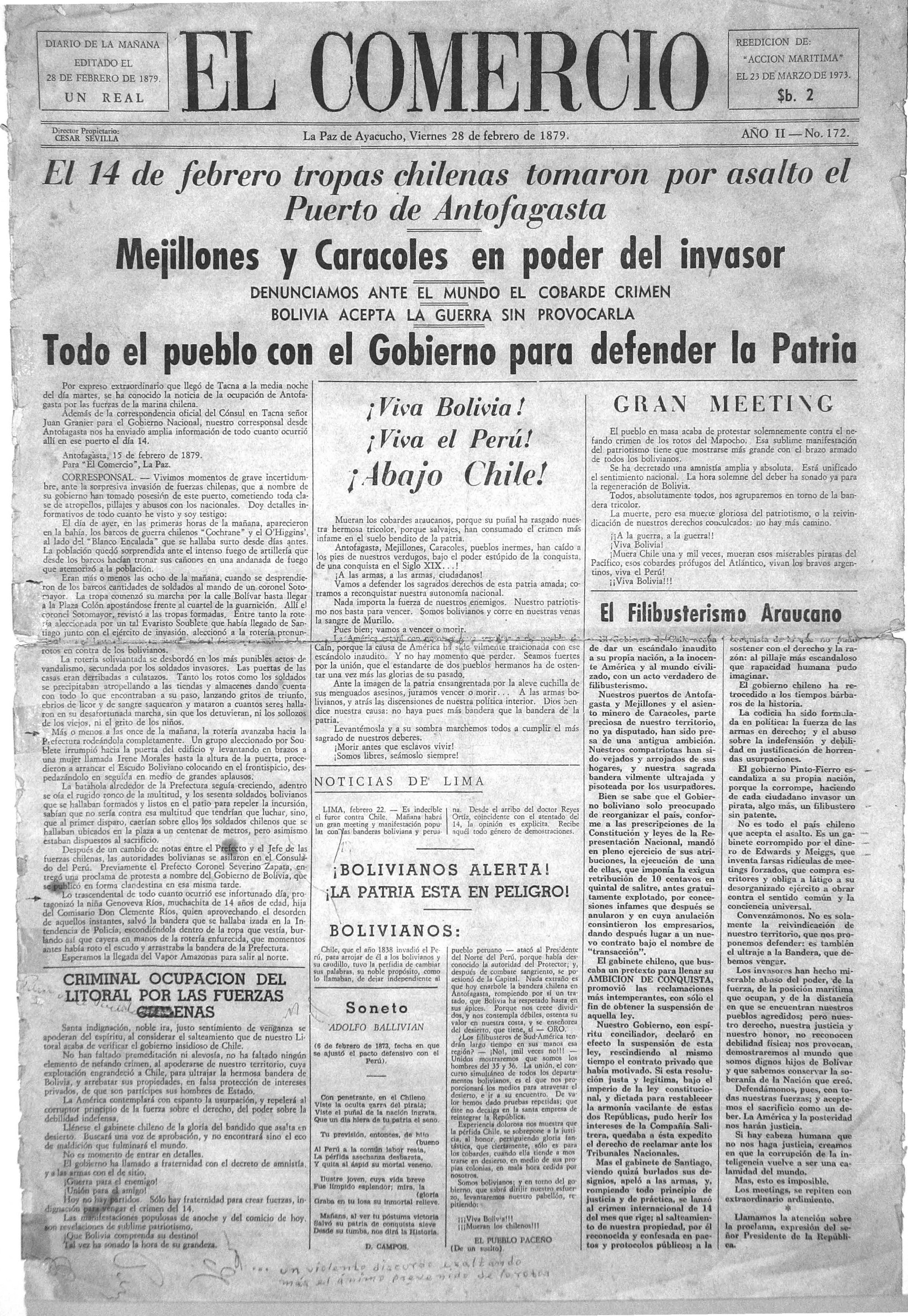
Portada de El Comercio, en la que se relatan los hechos ocurridos en el puerto boliviano de Antofagasta el 14 de febrero de 1879.

A las 8 de la mañana del 14 de febrero de 1879, el coronel Emilio Sotomayor, comandante de la expedición chilena, envió un emisario al prefecto del boliviano departamento del Litoral, coronel Severino Zapata, pidiéndole la rendición y la desocupación inmediata del puerto de Antofagasta. La acción se producía en ese día ya que a las 10 de la mañana estaba anunciado el embargo y remate de bienes de propiedad chilena por instrucciones del gobierno boliviano dirigido por el presidente Hilarión Daza, cuya acción invalidaba el Tratado de 1874 firmado entre ambos países.
Ante la negativa de Zapata de entregar el puerto y ante la retirada de la milicia boliviana sin empleo de armas, las tropas chilenas desembarcaron de la fragata blindada Blanco Encalada e iniciaron la ocupación y a las 11 de la mañana ya habían tomado el puerto de Antofagasta. Ya tomado el puerto, un grupo de soldados chilenos rodearon la Prefectura, arrancando y destruyendo la bandera boliviana y el escudo boliviano colocados en el frontis del edificio, e izaron la bandera de Chile en el mástil de la Prefectura.
Los soldados chilenos no se percataron que en el edificio de la Intendencia de la Policía flameaba otra bandera boliviana que, según fuentes bolivianas, Genoveva Ríos bajó del mástil, doblándola y escondiéndola entre las prendas que vestía para luego encontrar a sus padres, evitando así que la bandera corriera la misma suerte que los símbolos patrios bolivianos de la Prefectura.
El 28 de febrero de 1879, el periódico El Comercio de La Paz, informó sobre los sucesos del 14 de febrero de 1879, relatando en una breve crónica en su portada el acto heroico de la niña Genoveva Ríos.
Posterior a la ocupación de Antofagasta, Genoveva Ríos y su familia emigraron a Iquique —en aquel entonces ubicada en territorio peruano—, y en diciembre de 1904 —ya con dicha ciudad bajo dominio chileno— Genoveva Ríos entregó al cónsul de Bolivia en la zona, Arístides Moreno, la bandera que rescató de Antofagasta, recibiendo la suma de 25 pesos como compensación. En enero de 1914 la bandera fue donada a la Sociedad Geográfica e Histórica "Sucre" y desde aquel entonces se encuentra en exhibición en la Casa de la Libertad de Sucre.

## Homenajes

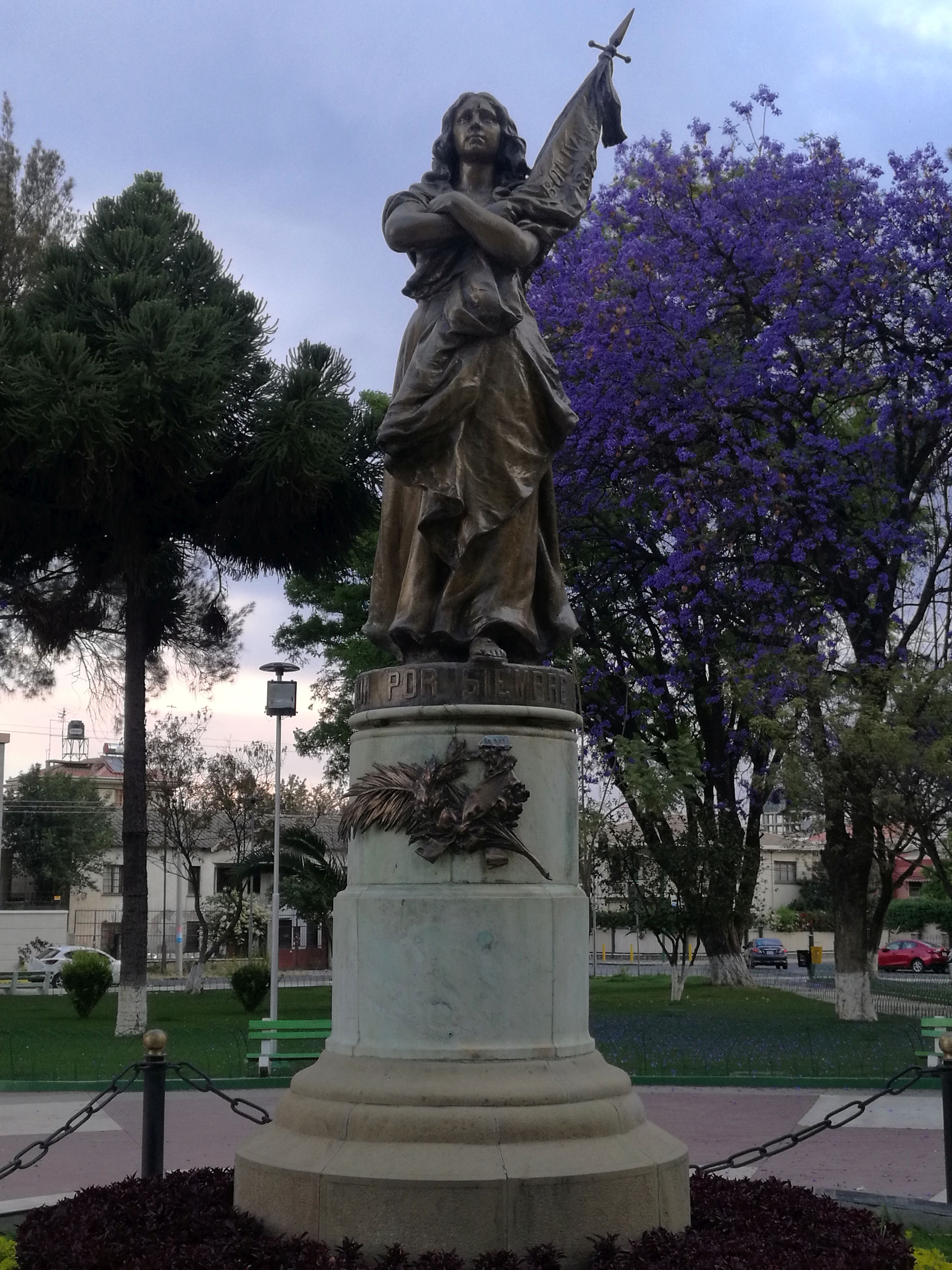
Monumento conmemorativo en la Plaza Cobija de Cochabamba.

En su honor se han denominado varias unidades educativas, y su figura ilustra el billete de 20 bolivianos de la nueva serie de billetes del Estado lanzada en 2018. Una moneda conmemorativa con su figura fue lanzada el mismo año.
En 1901 fue encargada una estatua conmemorativa que sería instalada en Cochabamba como homenaje al puerto de Cobija, luego de una colecta realizada por el prefecto Venancio de Jiménez y en la cual la autora Adela Zamudio aportó con 432 bolivianos. El monumento, elaborado por Emmanuel Fontaine y que consiste en una estatua de bronce que representa a Genoveva Ríos abrazando la bandera boliviana sobre un pedestal de mármol y bronce hecho por Daniel Castiglioni, salió desde París en 1903 pero tardó un par de años en arribar a Bolivia debido a problemas con la aduana chilena. Fue inaugurada oficialmente el 14 de septiembre de 1905 en la plaza principal de Cochabamba, siendo trasladada a la Plaza Cobija entre 1956 y 1957.